# Darius al III-lea

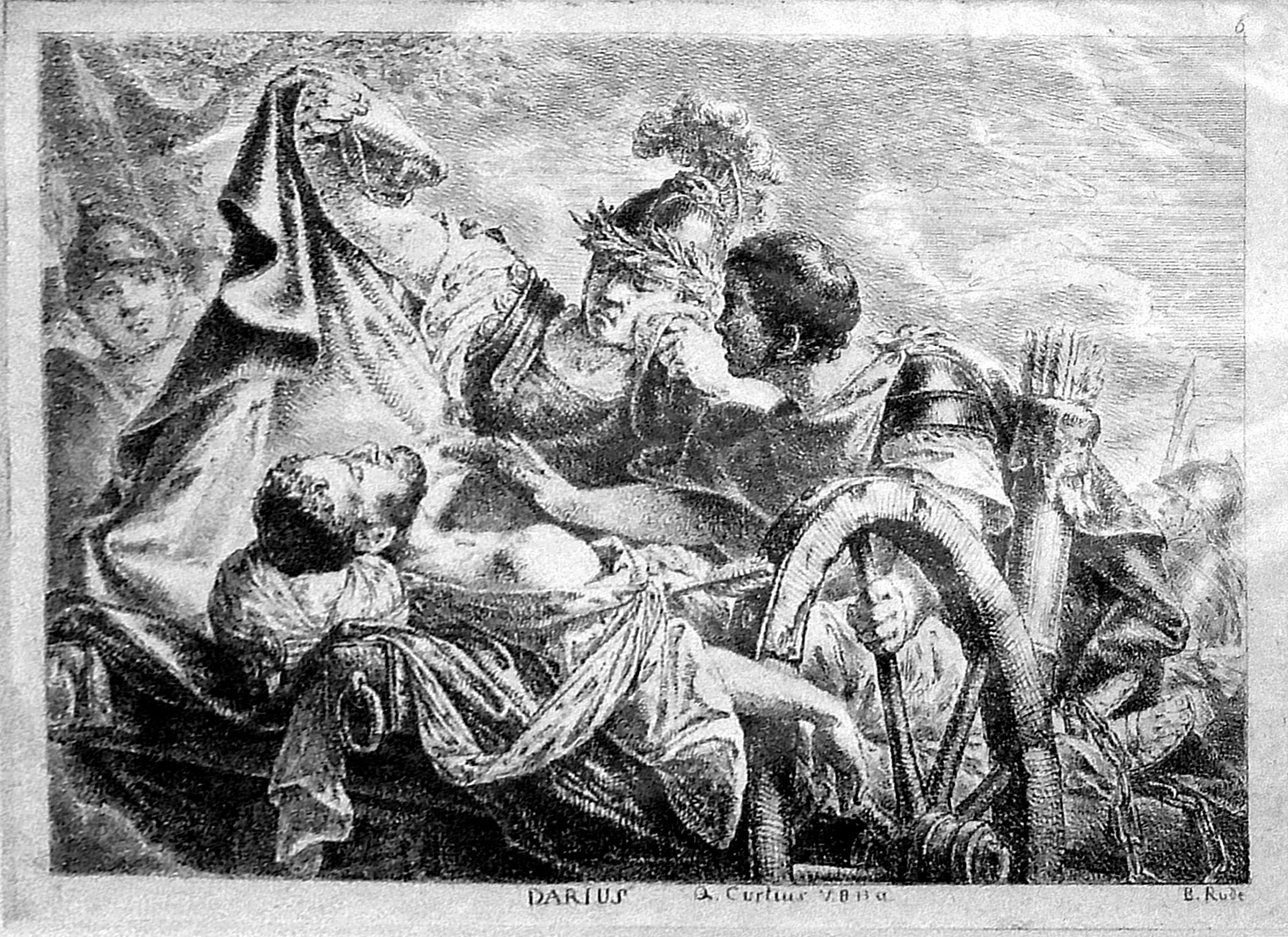
Alexandru cel Mare acoperă cadavrul lui Darius cu mantaua sa (gravură din secolul al 18-lea)

Darius al III-lea (Artashata) (380 î.Hr.– 330 î.Hr.), în limba persană داریوش,  Dāriūš , a fost un rege al imperiului Ahemenid al Persiei în timpul campaniei militare a lui Alexandru cel Mare. A domnit între 336 î.Hr. și 330 î.Hr, după care Alexandru cel Mare a cucerit Persia și a învins rezistența persană.

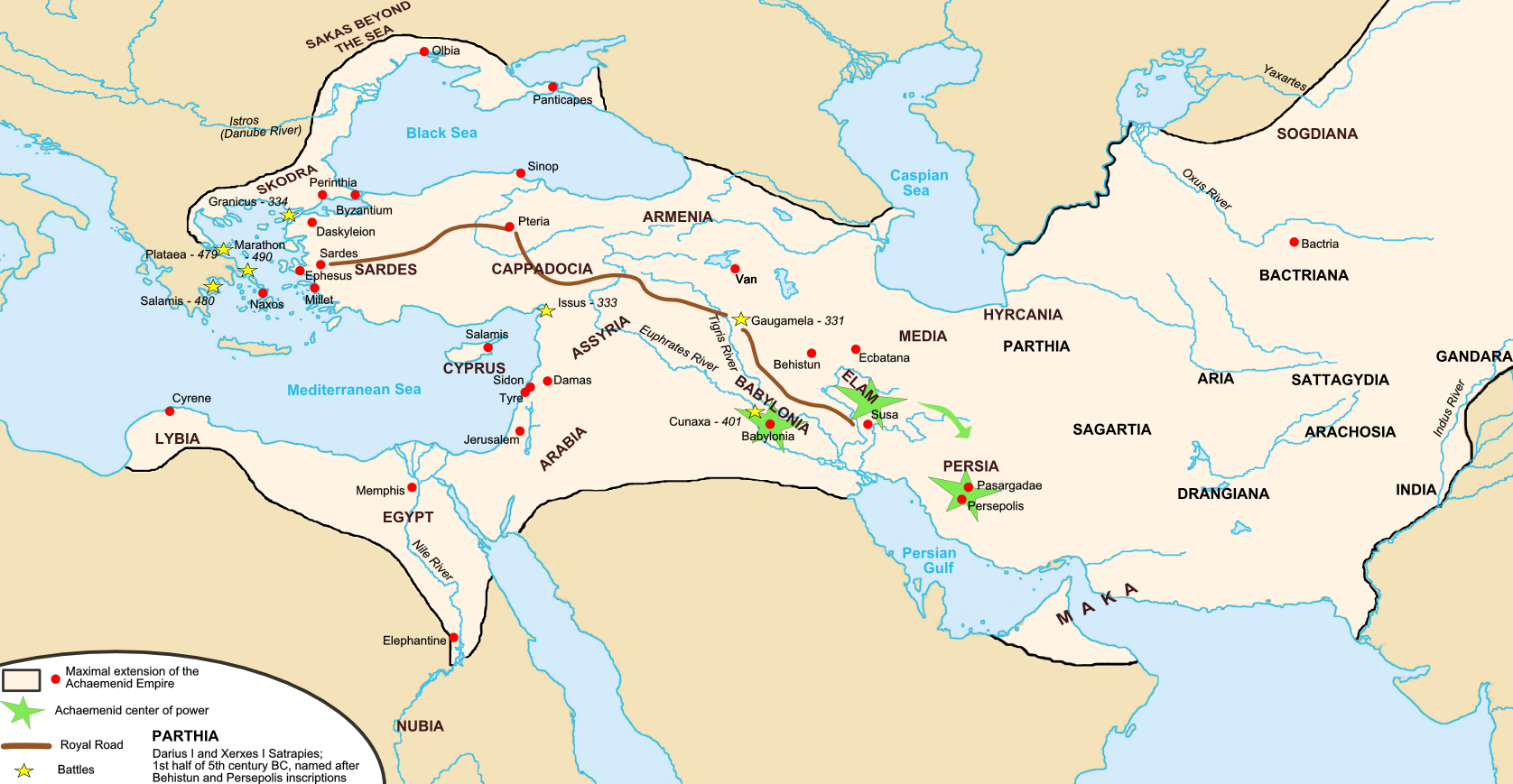
Imperiul Ahemenid în timpul războaielor cu Alexandru cel Mare